# The Breakup Artist (película de 2004)
The Breakup Artist es una película estadounidense de comedia y romance de 2004, dirigida por Vincent Rubino, que a su vez la escribió junto a Pamela Thur; musicalizada por Paul Conte y Thomas DeRenzo; en la fotografía estuvo Nicholas Baratta y los protagonistas son Joseph Lyle Taylor, Paula Devicq, Ron Mongeluzzo y Sabrina Lloyd, entre otros. El filme fue producido por 7th Son Pictures LLC y se estrenó el 23 de octubre de 2004.

## Sinopsis
Un hombre de Nueva York, de 35 años, se la pasa comenzando relaciones amorosas y terminándolas, sin permanecer en ninguna mucho tiempo.